# Sinagoga Rykestrasse di Berlino
La Sinagoga Rykestrasse di Berlino, costruita nel 1904 in stile neoromanico, è la più grande tra le pochissime sinagoghe monumentali tedesche ad essere sopravvissuta alle distruzioni del periodo nazista. Restaurata nelle sue forme originarie nel 2007, è oggi una delle sinagoghe attive della rinata comunità ebraica della capitale tedesca.

## Storia

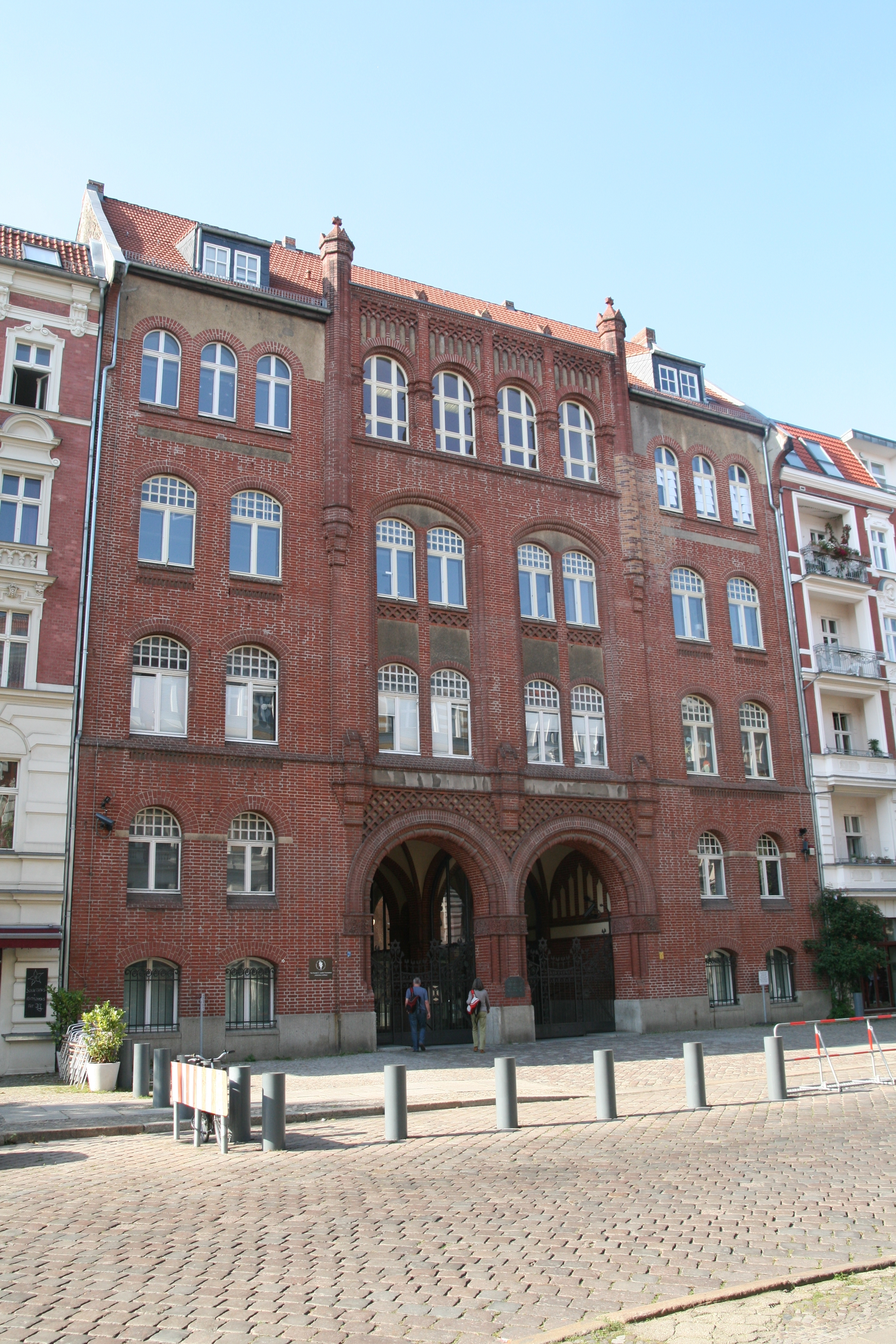
Le arcate sulla strada attraverso cui si accede al cortile di fronte alla sinagoga

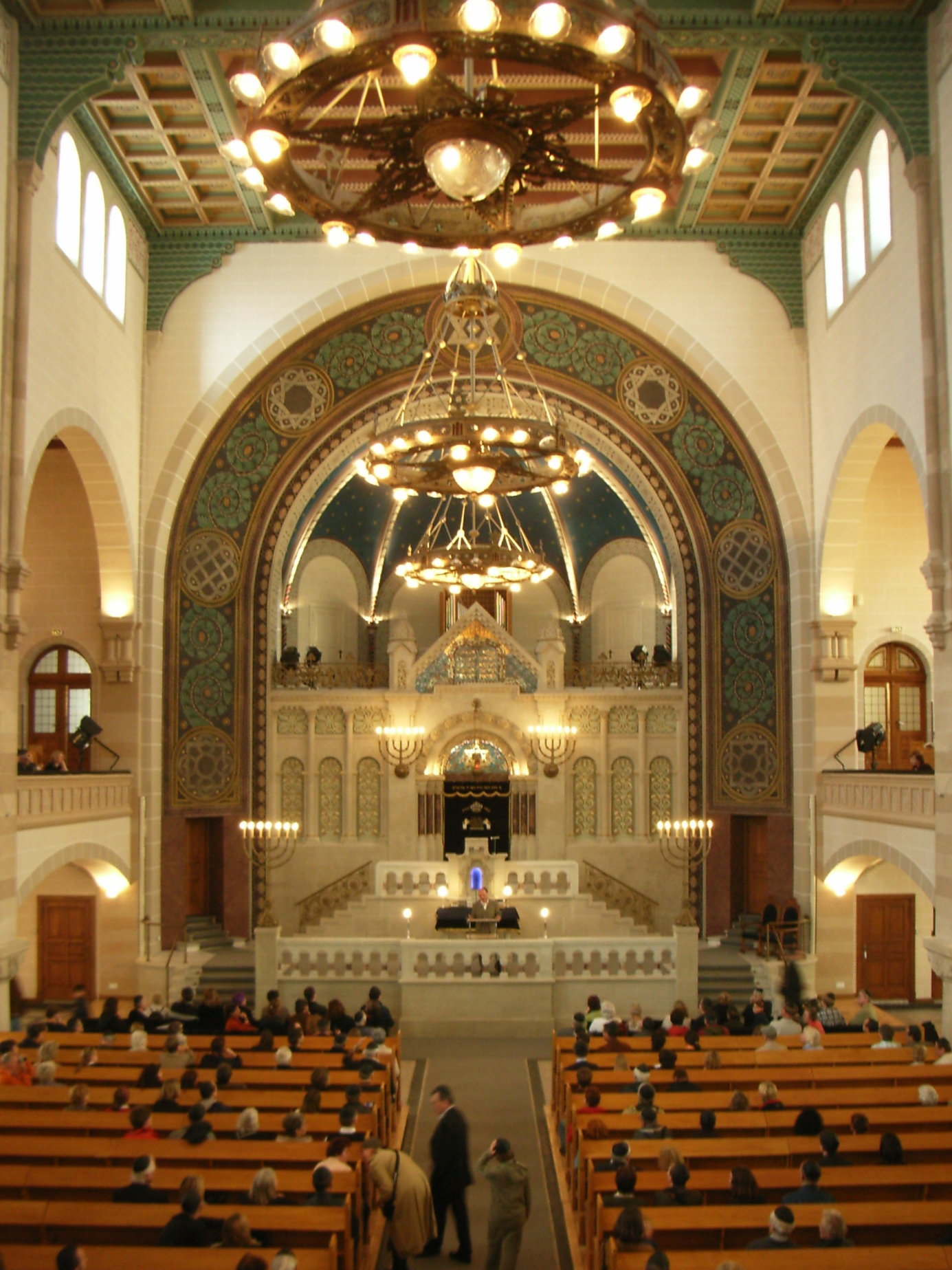
L'interno della sinagoga oggi

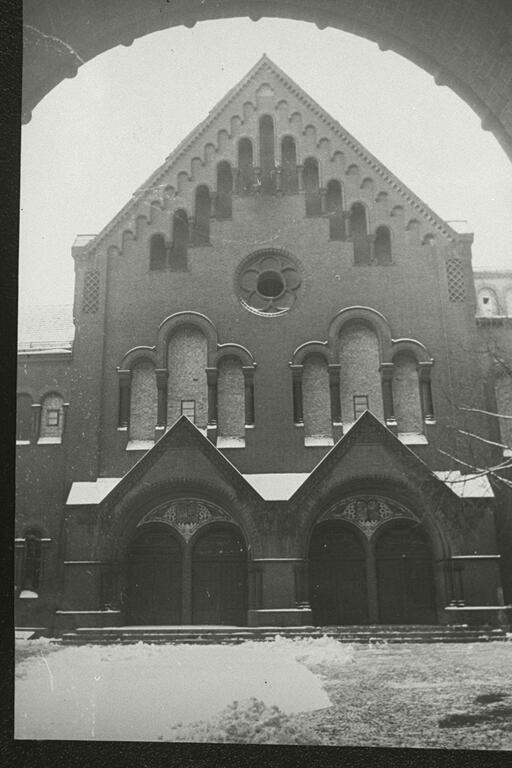
La facciata della sinagoga vista attraverso una delle arcate di accesso al cortile

Il rapido incremento della popolazione ebraica a Berlino richiese agli inizi del Novecento l'edificazione di nuovi, sempre più ampi luoghi di culto.
I lavori di costruzione della Sinagoga Rykestrasse cominciarono nel 1903 e si conclusero l'anno successivo. La cerimonia di inaugurazione si svolse il 4 settembre 1904 alla presenza delle autorità civili e religiose della città.
L'architetto Johann Hoeniger progettò un edificio in stile di basilica neoromanica. Sulla strada si prospetta un semplice edificio a più piani in mattoni rossi (utilizzato fino al 1941 come scuola ebraica) attraverso cui si accede, attraverso due arcate di passaggio, ad un ampio cortile su cui si prospetta la facciata vera e propria della sinagoga. L'interno presenta un'ampia navata centrale con due gallerie collocate sulle navate laterali. Con i suoi 2.000 posti la sinagoga era la più grande in Berlino e tra le più grandi d'Europa.
Nella controversia tra ortodossi e riformati, la congregazione adottò uno stile di compromesso. Contrariamente all'uso ortodosso, uomini e donne sedevano fianco a fianco nella navata centrale, ma si fece a meno dell'organo, tanto caro alle congregazioni riformate.
Con l'ascesa al potere di Hitler la situazione si fece difficile. La notte del 9-10 novembre 1938 ("Kristallnacht") la sinagoga, al pari delle altre sinagoghe della Germania tutta, fu incendiata dai nazisti. I danni furono ingenti ma limitati al solo interno. L'incendio fu spento per evitare che si propagasse agli edifici limitrofi. Si permise persino alla sinagoga di poter riprendere il culto nella primavera del 1939, finché il 12 aprile 1940 le autorità naziste comunicarono che ogni attività doveva considerarsi sospesa a tempo indeterminato. La sinagoga fu definitivamente chiusa nel corso del 1941, un muro fu eretto a coprire l'abside e l'arca della Legge cosicché la sala potesse essere usata negli anni della seconda guerra mondiale come deposito. Contrariamente a quanto avvenuto alla stragrande maggioranza delle sinagoghe monumentali della Germania, l'edificio non fu comunque demolito.

### La sinagoga di Berlino Est
Terminate le ostilità, la sinagoga Rykestrasse fu l'unica delle sinagoghe berlinesi a poter essere riaperta al culto, il 13 luglio 1945. Con la divisione di Berlino tra gli Alleati, la sinagoga si trovò nel settore sovietico, dove allora risiedevano circa 3.000 ebrei, dei quali divenne dal 1953 la sinagoga autorizzata. Negli anni seguenti si compirono anche alcuni interventi di restauro. Il muro che era stato eretto in fronte all'aron fu abbattuto e nel 1962 vi fu anche installato l'organo. La Sinagoga Rykestrasse poteva vantare il primato di essere non solo una delle poche sinagoghe superstiti della Germania, ma una delle pochissime ancora attive, assieme alla Sinagoga Westend,  alla Sinagoga di Augusta o alla Sinagoga Roonstrasse di Colonia. La situazione degli ebrei in Germania, e specialmente nella Germania comunista dell'Est, rimase comunque sempre molto precaria.

### Dopo la riunificazione tedesca
Con l'unificazione tedesca si aprì un nuovo capitolo anche nella vita della sinagoga berlinese. Quando il 12 settembre 2004 se ne celebrò il centenario, la prospettiva di una completa rinascita appariva adesso concreta. I lavori, effettuati tra il 2006 e il 2007 sotto la supervisione degli architetti Ruth Golan e Kay Zareh, hanno consentito di riportare la sinagoga alle sue forme originarie. Il restauro è stato celebrato con una solenne cerimonia che ha coinvolto l'intera città di Berlino il 31 agosto 2007. La rapida crescita della comunità berlinese, con l'arrivo di migliaia di immigrati dai paesi dell'ex-Europa sovietica, ha fatto il resto. La sinagoga, con i suoi oltre 1.200 posti a sedere, è oggi uno dei centri più importanti della vita ebraica dell'intera Berlino.